# 前89年
| 千纪： | 前1千纪 |
| 世纪： | 前2世纪 \| 前1世纪 \| 1世纪                                                                                |
| 年代： | 前110年代 \| 前100年代 \| 前90年代 \| 前80年代 \| 前70年代 \| 前60年代 \| 前50年代                         |
| 年份： | 前94年 \| 前93年 \| 前92年 \| 前91年 \| 前90年 \| 前89年 \| 前88年 \| 前87年 \| 前86年 \| 前85年 \| 前84年 |
| 纪年： | 西汉征和四年                                                                                               |

## 大事记
- 汉武帝下達《輪台罪己诏》。

## 出生
- 許平君，漢宣帝元配皇后。
- 孝昭皇后。漢昭帝刘弗陵皇后。

## 逝世
- 李廣利